# أدريان بوك
أدريان بوك (بالإنجليزية: Adrian Bauk)‏ هو لاعب كرة سلة أسترالي سابق. واعتبارًا من عام 2013، كان أدريان يركز مهاراته في صناعة التكنولوجيا من خلال إطلاق تطبيق Pub Crawl.